# Róka Antal
Róka Antal (Kászonújfalu, 1927. június 25. – Siófok, 1970. szeptember 16.) olimpiai és Európa-bajnoki bronzérmes atléta, távgyalogló.
A soproni tiszti iskola növendéke volt. A második világháború után rövid angol hadifogság után hazatért és az UTE (Újpesti Torna Egylet), 1948-tól a BEAC (Budapesti Egyetemi Atlétikai Klub), illetve a MEFESZ SE (Magyar Egyetemisták és Főiskolások Szövetsége Sport Egyesület), majd 1950-től a Budapesti Honvéd atlétája lett. 1952-től 1956-ig szerepelt a magyar válogatottban.
A távgyaloglás kiemelkedő képességű versenyzője volt. 1952 és 1955 között három világcsúcsot állított fel. Az 1952. évi olimpián bronzérmes lett, de – 1955-ben felállított világcsúcsa után – a melbourne-i olimpián ő volt az ötven kilométeres táv esélyese. Végül az ötödik helyen végzett. A verseny után mérgezéses tünetekkel kórházba került. Hazatérése után nem engedték többé versenyezni. Különféle munkákból kellett megélnie, majd a KSI SE (Központi Sportiskola Sport Egyesület) edzője lett. 43 évesen halt meg.

## Sporteredményei
- olimpiai 3. helyezett:
  - 1952, Helsinki: 50 km (4:31:27,2)
- olimpiai 5. helyezett:
  - 1956, Melbourne: 50 km (4:50:09)
- Európa-bajnoki 3. helyezett:
  - 1954, Bern: 50 km (4:31:32,2)
- hétszeres magyar bajnok:
  - 10 km: 1951
  - 50 km: 1949–1953, 1955
- háromszoros világcsúcstartó:
- 30 mérföld:
  - 4:21:12,6 (1952)
  - 4:20:10.6 (1955)
- 50 km:
  - 4:31:21.6 (1955)

## Díjai, elismerései
- A Magyar Népköztársaság kiváló sportolója (1951)[3]